# Paracorynidae
Paracorynidae is een familie van neteldieren uit de klasse van de Hydrozoa (hydroïdpoliepen).

## Geslacht
- Paracoryne Picard, 1957